# Cupa Moldovei 1998-1999
La Cupa Moldovei 1998-1999 è stata la ottava edizione della coppa nazionale disputata in Moldavia tra il 15 marzo e il 27 maggio 1999. Vincitore della competizione è stato lo Sheriff Tiraspol, al suo primo titolo.

## Ottavi di finale
Gli incontri di andata si sono disputati il 15 marzo mentre quelli di ritorno il 19 marzo 1999.
| Squadra 1            | Totale | Squadra 2               | Andata | Ritorno |
| -------------------- | ------ | ----------------------- | ------ | ------- |
| Olimpia Bălți        | 4 - 3  | Agro-Goliador Chișinău  | 0 - 1  | 4 - 2   |
| Venita Lipcani       | 0 - 0  | Nistru Cioburciu        | 0 - 0  | 0 - 0   |
| Cîmentul Rîbnița     | 1 - 9  | Constructorul Chișinău  | 1 - 4  | 0 - 5   |
| Moldova Gaz Chișinău | 5 - 2  | Unisport-Auto Chișinău  | 2 - 1  | 3 - 1   |
| ULIM Tebas           | 0 - 3  | Tiligul-Tiras Tiraspol  | 0 - 2  | 0 - 1   |
| Roma Bălți           | 6 - 2  | Universul Popovca       | 5 - 0  | 1 - 2   |
| Maiak Chirsova       | 0 - 7  | Sheriff Tiraspol        | 0 - 5  | 0 - 2   |
| Zimbru Chișinău      | 0 - 0  | Locomotiva Basarabeasca | 0 - 0  | 0 - 0   |

## Quarti di finale
Gli incontri di andata si sono disputati il 7 aprile mentre quelli di ritorno il 14 aprile 1999.
| Squadra 1              | Totale | Squadra 2              | Andata | Ritorno |
| ---------------------- | ------ | ---------------------- | ------ | ------- |
| Olimpia Bălți          | 3 - 1  | Venita Lipcani         | 2 - 0  | 1 - 1   |
| Constructorul Chișinău | 2 - 1  | Roma Bălți             | 1 - 1  | 1 - 0   |
| Zimbru Chișinău        | 0 - 3  | Sheriff Tiraspol       | 0 - 1  | 0 - 2   |
| Moldova Gaz Chișinău   | 1 - 1  | Tiligul-Tiras Tiraspol | 1 - 0  | 0 - 1   |

## Semifinale
Gli incontri di andata si sono disputati il 28 aprile mentre quelli di ritorno il 13 maggio 1999.
| Squadra 1            | Totale | Squadra 2              | Andata | Ritorno |
| -------------------- | ------ | ---------------------- | ------ | ------- |
| Moldova Gaz Chișinău | 2 - 3  | Sheriff Tiraspol       | 0 - 2  | 2 - 1   |
| Olimpia Bălți        | 0 - 9  | Constructorul Chișinău | 0 - 4  | 0 - 5   |

## Finale
La finale fu disputata il 27 maggio 1999.
| Chișinău | Sheriff Tiraspol | 2 – 1 | Constructorul Chișinău |  |